# Ґлодово (Піський повіт)
Ґлодово (пол. Głodowo, нім. Glodowen) — село в Польщі, у гміні Руцяне-Нида Піського повіту Вармінсько-Мазурського воєводства.
У 1975-1998 роках село належало до Сувальського воєводства.